# Орацио де Ланнуа
Орацио де Ланнуа (итал. Horazio de Lannoy; ум. 1597), 4-й князь Сульмоны — военный деятель Испанской империи.

## Биография
Второй сын Филиппа де Ланнуа, князя Сульмоны, и Изабеллы Колонна.
Полковник испанской пехоты (1564).
В 1568 году наследовал своему бездетному старшему брату Шарлю II.
В 1582 году продал владения Сесто, Рокка-Пипиросса, Венафро и Ортономаре.
В 1585 году был пожалован Филиппом II в рыцари ордена Золотого руна. Орденскую цепь получил 20 июня 1585 в Барселоне из рук монарха.

## Семья
Жена (после 1557): Антония д'Авалос д'Аквино д'Арагона, дочь Альфонсо д'Авалоса д'Аквино д'Арагоны, 1-го князя ди Пескары, и Марии д'Арагона, вдова Джан Джакомо Тривульцио, маркиза ди Виджевано
Сын:
- Филиппо II (ум. 1600), князь ди Сульмона. Жена: Порция де Гевара, графиня ди Потенца, дочь Альфонсо де Гевары, графа ди Потенца, и Изабеллы Джезуальдо